# Sylvain Garant
Sylvain Garant (Palaiseau, 29 juni 1925 - Clearwater, Florida, 6 juni 1993) was een Frans autocoureur. Hij reed voornamelijk in rally's, maar nam ook deel aan circuitraces in sportwagens van het type Grand Tourism. 
Garant nam in 1972 deel aan de 24 uur van Le Mans in de Porsche van het team Louis Meznarie. Samen met Michael Keyser en toekomstig Le Mans-winnaar Jürgen Barth werd hij dertiende. Tevens waren zij de winnaars in de GTS 2.5-klasse met hun Porsche 911S 2.5L Flat-6.